# Feaella nana
Espèce
Synonymes
- Feaella capensis nana Beier, 1966

Feaella nana est une espèce de pseudoscorpions de la famille des Feaellidae.

## Distribution
Cette espèce est endémique du Limpopo en Afrique du Sud,.

## Description
La femelle holotype mesure 1,7 mm et les mâles de 1,55 à 1,6 mm.

## Systématique et taxinomie
Cette espèce a été décrite sous le protonyme Feaella capensis nana par Beier en 1966. Elle est élevée au rang d'espèce par Novák, Lorenz et Harms en 2020.

## Publication originale
- Beier, 1966 : « Ergänzungen zur Pseudoscorpioniden-Fauna des südlichen Afrika. » Annals of the Natal Museum, vol. 18, p. 455-470 (texte intégral).